# Ліс Будонґо
Ліс Будонґо в Уганді знаходиться на північний захід від столиці Кампала поряд із Національним парком Водоспад Мерчісона, з яким утворює велику охоронювану територію. Ліс розташований на схилі північно-східного узбережжя озера Альберт.   Раніше ліс був відомий своєю великою кількістю східноафриканських червоних дерев, а сьогодні його головною принадою є велика популяція шимпанзе. Тут досі росте надзвичайно велике червоне дерево, висота якого перевищує 80 метрів, а окружність – близько 20 метрів. Ліс займає 82 530 гектарів і є водозбірним басейном озера Альберт.   Ним керує Національне управління лісового господарства (NFA). 

## Охорона
Ліс охороняє в основному  вологі, середньовисотні, напівлистяні ліси, з ділянками саван і рідколісся. Він охоплює пологий ландшафт, що спускається до Східно-Африканського рифту. Чотири потоки, Вайсоке, Сонсо, Камірамбва і Сіба, дренують ліс і впадають в озеро Альберт. Річна кількість опадів становить від 1200 до 2200 мм. Сезон дощів триває з березня по травень та з вересня по листопад, сухий сезон - з грудня по лютий.
Ліс Будонґо складається з шести лісових кварталів: Сіба, Вайбіра, Бусаджу, Канійо-Пабіді, Бісо та Ньякафунджо.
Ліс оточений великою кількістю сіл, землі навколо нього обробляються, що створює постійний тиск на лісові узбіччя та призводить до його надмірної експлуатації, незаконної рубки дерев на будівельні матеріали і браконьєрства заради  м’яса диких тварин. Пастки, розставлені браконьєрами, спричиняючи каліцтва шимпанзе та інших тварини. Тому багато шимпанзе у лісі мають ампутовані пальці чи кінцівки. Нелегальні лісоруби полюють на вже нечисленне червоне дерево, яке має цінну деревину.
Види людської діяльності включають: випалювання деревного вугілля, незаконну вирубку лісу, браконьєрство, видобуток корисних копалин і нестійке сільське господарство, таке як вирощування рису. Деякі частини лісу вирубано для посадки цукрової тростини та тютюну.         
Лісом керує Національне управління лісового господарства (NFA) , воно постачає саджанці дерев екологам для їх посадки. 

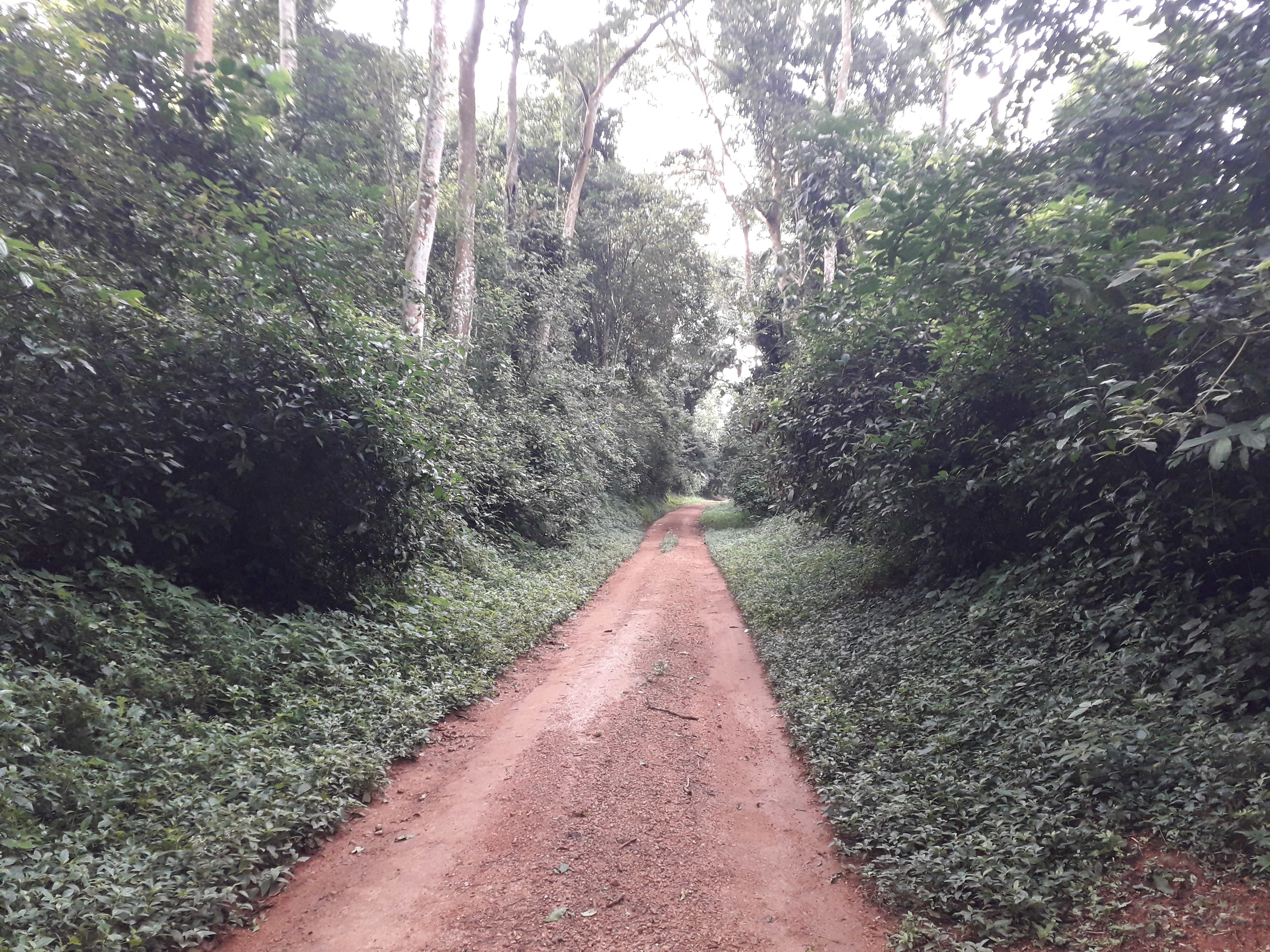

У 2021 році UNCHR співпрацював з NFA для відновлення лісів і 50 гектарів лісового заповідника Будонґо було відновлено.

## Дика природа
У Будонґо зареєстровано більше 360 видів птахів (наприклад, куріпка нахані Ptilopachus nahani), 20 видів амфібій, близько 292 метеликів, 130 видів молі, 465 дерев і 24 ссавці (з яких 9 є приматами) Також тут живуть буйволи, лісові слони, угандійські коби, шакали.   За оцінками, у лісі залишаються близько 600 шимпанзе.   Класифікований як вологий напівлистяний ліс середньої висоти, Будонґо підтримує різні види дерев. Найбільш вражаючими є великі гігантські червоні дерева, які залишилися незрубаними і тепер досягають 60 метрів у висоту. Контрольний список птахів включає 60 видів птахів Західної та Центральної Африки, відомих менш ніж у п’яти місцях Східної Африки. Жовтонога мухоловка, не була зареєстрована в інших місцях Уганди, тоді як Ituri batis, лимонночеревий кромбек, білоногий рогозуб, чорновухий дрізд і каштанова мухоловка відомі лише з одного іншого місця окрім Будонґо. Стеження за шимпанзе стало популярним серед екотуристів. Через ліс прокладено стежки, щоб полегшити пересування дослідникам та туристам. Однак ними також користуються і браконьєри.

## Дослідження дикої природи

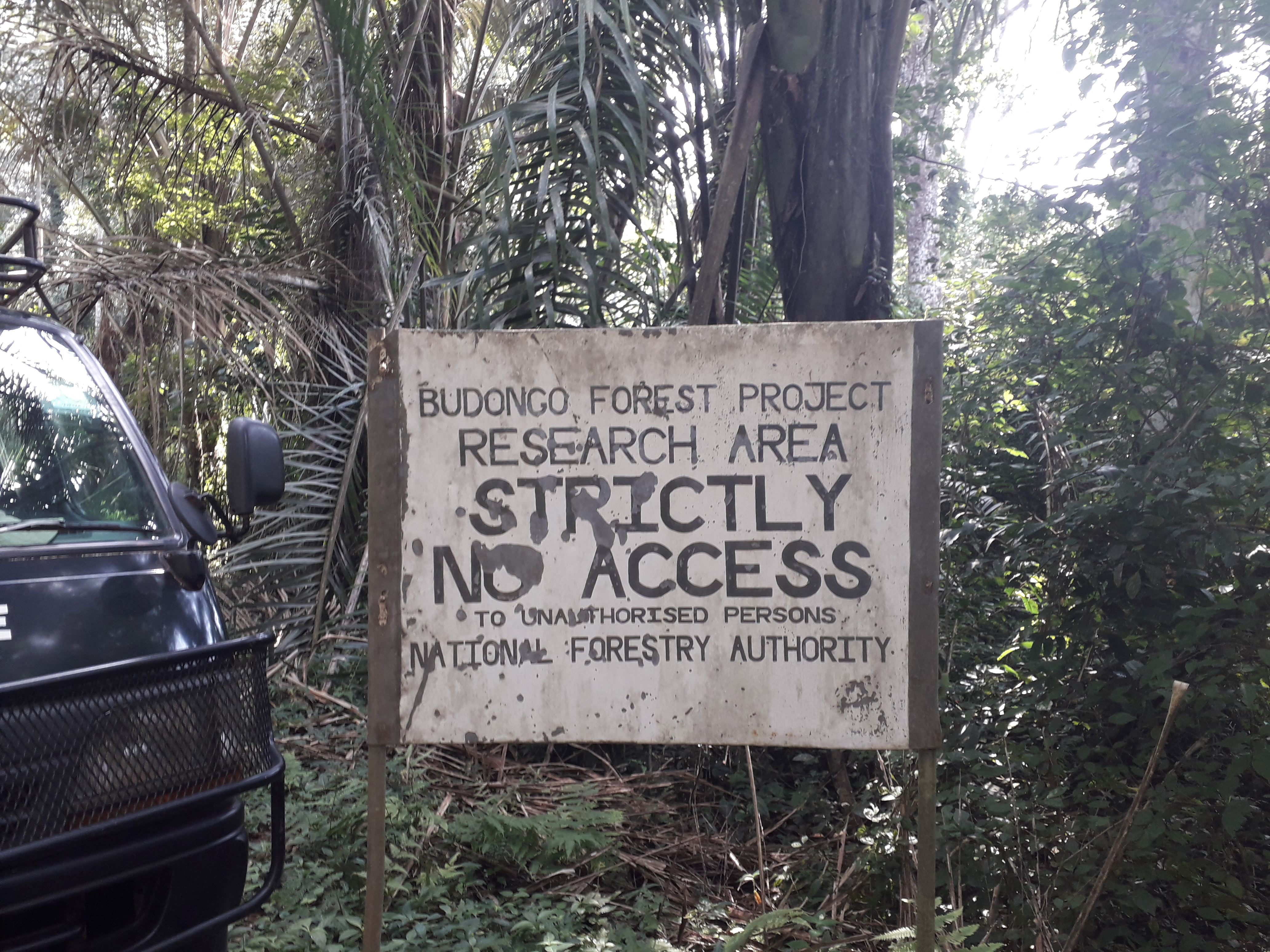
Королівська миля - ліс Будонго

Вернон Рейнольдс вперше дослідив шимпанзе в цьому лісі в 1962 році, пізніше він заснував Будонґо Conservation Field Station. У 1965 році він написав книгу про ліс і його шимпанзе.  Рейнольдс був одним із тріо піонерів-польових дослідників шимпанзе — іншими були Джейн Гудолл і Адріан Кортландт. Протягом 1970-х і 1980-х років у країні вирувала громадянська війна, що супроводжувалося порушенням законності та порядку. Матерів шимпанзе масово вбивали, а немовлят забирали з лісу та контрабандою перевозили колекціонерам в Азію, Європу та Америку. Рейнольдс повернувся до Уганди в 1990 році, щоб перевірити, чи існує ще життєздатна популяція шимпанзе в Будонґо. До 1995 року було ідентифіковано близько п'ятдесяти особин, і ця цифра залишалася незмінною до 2000 року, коли чисельність почала зростати, як вважають, через наплив шимпанзе з інших регіонів.
Дослідницька група відремонтувала та зайняла будівлі, які були побудовані для компанії Budongo Sawmills Ltd. У 2005 році фінансування проекту було надано RZSS  та Единбурзьким зоопарком, а також низкою інших джерел.   
Річард Бірн, Кет Хобайтер та їхні колеги працювали на польовій станції для вивчення спілкування шимпанзе. Дослідження Міжнародного союзу охорони природи та природних ресурсів Говарда П. К. у 1991 році опублікувало детальні результати дослідження дикої природи та лісових заповідників в Уганді під назвою «Охорона природи в заповіднику тропічних лісів Уганди».